# Guaraya
Guaraya ist eine Ortschaft im Departamento La Paz im Hochland des südamerikanischen Andenstaates Bolivien.

## Lage
Guaraya ist der viertgrößte Ort des Kanton Tiahuanacu im Municipio Tiahuanacu in der Provinz Ingavi. Die Ortschaft liegt auf einer Höhe von 3881 m sieben Kilometer südwestlich der Ruinenstätte Tiahuanaco, die das Zentrum einer Prä-Inka-Kultur war und seit dem Jahr 2000 zum UNESCO-Welterbe gehört.

## Geographie
Guaraya liegt auf dem bolivianischen Altiplano zwischen den Anden-Gebirgsketten der Cordillera Occidental im Westen und der Cordillera Central im Osten.
Die mittlere Durchschnittstemperatur im Bereich des Titicacasees liegt bei 10 °C, der Jahresniederschlag beträgt etwa 600 mm (siehe Klimadiagramm Juliaca). Die Region weist ein ausgeprägtes Tageszeitenklima auf, die Monatsdurchschnittstemperaturen schwanken nur unwesentlich zwischen 7 °C im Juli und 12 °C im Dezember. die Monatsniederschläge liegen zwischen unter 10 mm in den Monaten Mai bis August und knapp über 100 mm von Januar bis Februar.

## Verkehrsnetz
Guaraya liegt in einer Entfernung von 80 Straßenkilometern westlich von La Paz, der Hauptstadt des gleichnamigen Departamentos.
Von La Paz aus führt die asphaltierte Nationalstraße Ruta 2 über dreizehn Kilometer bis El Alto, von dort die Ruta 1 weitere 80 Kilometer in westlicher Richtung bis Guaqui. 18 Kilometer vor Guaqui zweigt an einer Kreuzung nach Norden hin eine asphaltierte Seitenstraße Richtung Tiawanacu ab, drei Kilometer weiter Richtung Guaqui nach Südwesten eine unbefestigte Landstraße, die nach drei Kilometern Guaraya erreicht.

## Bevölkerung
Die Einwohnerzahl der Ortschaft ist im vergangenen Jahrzehnt leicht angestiegen:
| Jahr | Einwohner         | Quelle       |
| ---- | ----------------- | ------------ |
| 1992 | keine Detaildaten | Volkszählung |
| 2001 | 588               | Volkszählung |
| 2013 | 652               | Volkszählung |
| 2024 |                   | Volkszählung |

Die Region weist einen hohen Anteil an Aymara-Bevölkerung auf, im Municipio Tiahuanacu sprechen 95,7 Prozent der Bevölkerung Aymara.